# Fikret Orman
Fikret Orman (* 4. November 1967 in Istanbul) ist ein türkischer Geschäftsmann. Er war vom 25. März 2012 bis zum 24. September 2019 der Präsident des türkischen Sportvereins Beşiktaş Istanbul.

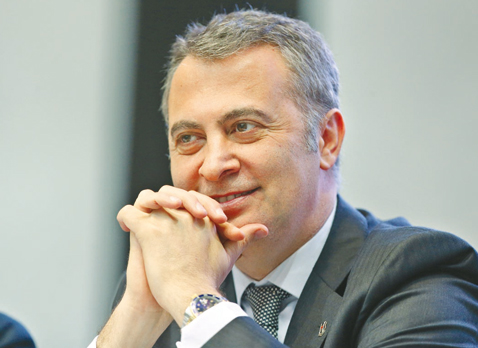
Fikret Orman

Orman studierte Bauingenieurwesen bei Işık Lisesi und später an der Yıldız Teknik Üniversitesi und später an der University of Florida. Er engagierte sich anschließend im Bau- und Tourismusbereich. Am 25. Mai 2012 wurde er mit 4025 von 4545 Stimmen zum 33. Präsidenten von Beşiktaş Istanbul gewählt. Er wurde damit Nachfolger von Yıldırım Demirören. Sein Nachfolger als Präsident wurde Ahmet Nur Çebi.